# チャールズ・デビッド・アリス
チャールズ・デビッド・アリス（Charles David Allis、1951年3月22日 - 2023年1月8日）は、アメリカ合衆国の分子生物学者。ロックフェラー大学教授。ヒストン修飾の発見で知られる。

## 経歴
- 1973年 - シンシナティ大学 卒業
- 1978年 - インディアナ大学 大学院博士課程修了 （生物学博士）
- 1978-1981年 - ロチェスター大学 博士研究員
- 1981-1990年 - ベイラー医科大学　生化学・細胞生物学科　助教授、准教授、教授
- 1990-1995年 - シラキュース大学 生物学科 教授
- 1995-1998年 - ロチェスター大学 マリー・アンド・ジョセフ・ウィルソン記念生物学教授及び腫瘍学教授
- 1998-2003年 - バージニア大学 医療システム ハリー・F・バードJr. 記念生化学・分子発生学教授、微生物学教授及び細胞内信号伝達センターメンバー
- 2003-2023年 - ロックフェラー大学 ジョイ・アンド・ジャック・フィッシュマン記念教授クロマチン生物学・エピジェネティクス研究室長

## 受賞歴
- 2002年 - ディクソン賞医学部門
- 2003年 - マスリー賞
- 2004年 - ワイリー賞
- 2007年 - ガードナー国際賞
- 2010年 - ローゼンスティール賞
- 2012年 - トムソン・ロイター引用栄誉賞
- 2014年 - 日本国際賞[1]
- 2014年 - シャルル＝レオポール・メイエ賞
- 2015年 - 生命科学ブレイクスルー賞
- 2016年 - グルーバー賞遺伝学部門
- 2017年 - 発生生物学マーチ・オブ・ダイムズ賞
- 2018年 - アルバート・ラスカー基礎医学研究賞
- 2022年 - オールバニ・メディカルセンター賞

## 著作
- 『エピジェネティクス』（T・ジェニュワイン、D・ラインバーグ共編、堀越正美監訳）培風館 2010年 ISBN 978-4-563-07807-2

## 参照
- vol51-J_表紙1-4 "授賞対象分野　「生命科学」分野 受賞業績 遺伝子発現の制御機構としてのヒストン修飾の発見 デビッド・アリス博士" - ジャパンプライズ（Japan Prize/日本国際賞）